# 艾力士·克隆梅
亞歷山大·曼紐爾·克隆梅·培瑞茲（西班牙語：Álexander Manuel Colomé Pérez，1988年12月31日—），為美國職棒大聯盟的投手，目前為自由球員。他先前曾效力於光芒、水手、白襪、雙城、洛磯與國民等隊。

## 職業生涯

### 坦帕灣光芒
2007年3月，年僅18歲的克隆梅與光芒簽約。2011年11月18日，他進入球隊的40人名單內。
2013年5月30日，克隆梅登上大聯盟。這年他先發3場比賽，防禦率2.25。
2014年3月24日，克隆梅因為藥檢未通過而被禁賽50場比賽。該年他拿下2勝0敗，防禦率2.66。2015年，他被球隊移往牛棚，並獲得生涯新高的43場出賽，防禦率為3.94。
2016年，克隆梅成為全職終結者。該年他拿下美聯第四多的37次救援成功，防禦率1.91。而他也成功入選明星賽。2017年，他成為隊史第6位單季拿下40次救援成功的投手。最後他以47次救援成功拿下美聯救援王。

### 西雅圖水手
2018年5月25日，光芒將克隆梅和Denard Span交易到水手，換來Andrew Moore和Tommy Romero。

### 芝加哥白襪
2018年11月30日，水手將克隆梅交易到白襪，換來Omar Narváez。2020年，他出賽21場比賽，拿下2勝0敗，防禦率0.81。

### 明尼蘇達雙城
2021年2月12日，克隆梅和雙城隊簽下1年500萬美元的合約。

### 科羅拉多洛磯
2022年3月14日，克隆梅和洛磯隊簽下1年410萬美元的合約。

## 個人生活
克隆梅是前大聯盟救援投手Jesús Colomé的姪子。

## 外部連結
- 球員資訊和成績在MLB ，ESPN ，Retrosheet ，Baseball Reference ，Baseball Reference (Minors) ，Fangraphs ，The Baseball Cube （英文）
- 艾力士·克隆梅在台灣棒球維基館上的頁面（繁體中文）
- 艾力士·克隆梅的X（前Twitter）